# Franz Dülberg
Franz Dülberg, född 6 maj 1873, död 21 maj 1934, var en tysk författare, konst- och litteraturhistoriker och dramatiker.
Dülberg skrev Vom Geiste der deutschen Malerei (1923), Rubens (1924), samt de nyromantiska dramerna König Schrei (1905), Karintha von Orrelanden (1915), Der Tyrannenmörder (1923), med flera.